# 노토정 (이시카와현 후게시군)
노토정(能都町)은 이시카와현 후게시군에 놓여졌던 정이며 노토반도에 위치했었다.
2005년 3월 1일에 후게시군 야나기다촌, 스즈군 우치우라정과 합병하여 호스군 노토정(能登町)이 되었다.

## 역사
- 1955년 3월 25일 - 우시쓰정, 산나미촌, 간노촌의 일부, 스즈군 오기정의 4정촌이 합병해 탄생하였다.
- 1956년 9월 30일 - 우카와정을 편입하였다.
- 2005년 3월 31일 - 야나기다촌, 우치우라정과 합병해 노토정이 탄생하였다.

## 교통

### 철도
- 노토 철도

### 공항
- 노토 공항

### 도로
- 국도 249호선